# Улица Кулиша (Львов)
У́лица Пантелеймо́на Кулиша́ — улица в Шевченковском районе Львова. Начинается от улицы Шпитальной и заканчивается площадью 700-летия Львова (название до 1957 — площадь Миссионеров); проходит параллельно началу проспекта Черновола. Большинство зданий на улице Кулиша было построено ещё в XIX веке, впоследствии к ним прибавилось несколько сооружений в стиле модерн. До 1960-х по улице проходил трамвайный маршрут № 6.

## Названия
- Начиная с примерно 1820 — улица Солнечная. Вероятно, что улица получила своё название от синагоги «Ор Шемеш» (Солнечный луч), которая в XIX веке находилась в доме № 26.
- В советское время — улица Ботвина в честь львовского коммуниста Нафтали Ботвина, казнённого польской полицией в 1925.
- С 1992 года — улица Кулиша в честь украинского писателя Пантелеймона Кулиша.

## История
Улицы Солнечная и Казимировская в XIX — начале XX века были деловым центром еврейского района в Жолковском предместье Львова. До того как львовская река — Полтва — была запущена в канализационый коллектор, вдоль Солнечной протекал рукав этой реки; между ул. Солнечной и Полтвяной (нынешним пр. Чорновола), где было главное русло реки, образовался остров. 22 и 23 ноября 1918 года улица пережила еврейский погром, после того как в ходе военных действий между польскими и украинскими военными формированиями, последние оставили город. Польские военные и некоторые горожане после отступления украинцев разгромили еврейские кварталы.

## Примечательные здания
- В начале улицы Солнечной под № 2 находилась синагога Общества изучения Торы, построенная в 1877 г. и уничтоженная во время немецкой оккупации в 1941 г., после чего участок остался незастроенным.
- Дом № 6-а был одним из красивейших зданий. Его построили одновременно с Большим городским театром (Львовской оперой) по проекту Зигмунда Горголевского как здание для театральных мастерских и складов декораций. Здание было пышно украшено, но в 1980-х подверглось перестройке, которая исказила его первоначальный вид.
- Между домами № № 23 и 25 был пассаж Абрама и Якова Германов, который вёл в театр «Колизей», построенный в 1898—1900 годы по проекту архитекторов Фехтера и Шлеена на основе павильона Яна Матейко с Галицкой краевой выставки 1894 года. Здесь происходили спектакли зарубежных и еврейских театральных трупп. В 1920-х в «Колизее», который в то время также назывался Городской театр «Новости», ставили фарсы, водевили и оперетты. После Великой Отечественной войны остатки «Колизея» перестроили под заводское помещение.
- Участок № 26 занимала синагога «Солнечный луч», построенная в 1842 г., и стоявшая здесь до 1903 года, когда её разобрали и перенесли на соседнюю улицу.
- В доме № 30 ещё находился последний заезд в Львове. Ещё в начале 1960-х сюда заезжали крестьянские повозки. Заезд в это время назывался «Дом колхозника», а впоследствии, в начале 1990-х, — отель «Коммунальный».
- Во дворе дома № 47 находился пассаж.